# مارغريت ليويلين ديفيس
مارغريت كارولين ليويلين ديفيس (16 أكتوبر 1861 - 28 مايو 1944) هي ناشطة اجتماعية بريطانية شغلت منصب الأمين العام لجمعية نساء التعاون منذ عام 1889 حتى عام 1921. وُصف انتخابها بأنه «نقطة تحول» في تاريخ المنظمة، إذ تطور نشاطها السياسي وبدأت فترة من النمو والنجاح الذي لم يسبق له مثيل. اعتبرت كاثرين ويب تقاعدها خسارة كبيرة بالنسبة للجمعية حتى بدأت في تأليف كتاب «المرأة ذات السلة»، وهو كتاب يروي تاريخ الجمعية حتى ذلك الوقت.
جمعت ديفيس كتاب «الأمومة: رسائل من نساء العمل» (1915)، وهو كتاب مبني على رسائل من أعضاء الجمعية عن تجاربهم في فترة الحمل والولادة وتربية الأطفال. عملت كذلك محررًا لكتاب «الحياة كما عرفناها» (1931)، وهو مجموعة من تأملات أعضاء الجمعية، وشمل ذلك مقدمة من صديقتها فيرجينيا وولف. كانت ديفيس ناشطة سلام بارزة وملتزمة في عصرها.

## نشأتها
ولدت مارغريت كارولين ليويلين ديفيس في 16 أكتوبر 1861 في حي ماريلبون في لندن، وهي أصغر سبعة أطفال لماري (كرومبتون قبل الزواج) وجون ليويلين ديفيس. انخرط والدا ديفيس في حركات فكرية راديكالية عندما كانت طفلة. عمل والدها قسيسًا في كنيسة المسيح في ماريلبون، وكان أيضًا زميلًا في كلية ترينيتي ومعارضًا صريحًا للفقر وعدم المساواة، ونشط في مجموعات الاشتراكيين المسيحيين، وشارك كذلك في حركة التعاون المبكرة. ساهمت عمتها إميلي ديفيس في تأسيس كلية جيرتون بكامبريدج، حيث درست مارغريت من عام 1881 حتى 1883، بعد أن درست في كلية كوينز في لندن. وكان العديد من أفراد عائلتها الموسعة نشطين سياسيًا، ولا سيما فيما يتعلق بقضايا حقوق النساء.

## مسيرتها المهنية
عملت ديفيس مفتشًا صحيًا متطوعًا وأُعجبت بنظرية التعاون لجمعية روتشديل للرواد المنصفين. انضمت إلى جمعية ماريلبون التعاونية في عام 1886، وبعد وقت قصير، انتُخبت أمينًا لمجموعة ماريلبون في جمعية نساء التعاون. بعد عام واحد، انتُخبت عضوًا في اللجنة التنفيذية الوطنية للجمعية. في عام 1888، أجرت ديفيس وصديقتها روزاليند ماري شور سميث أبحاثًا حول ورش العمل التي تشترك في توزيع الأرباح، وقدمتا توصيات للحركة. عُينت أمينًا عامًا للجمعية في عام 1889، وشغلت هذا المنصب حتى عام 1921.:115 خلال ولايتها، أصبحت الجمعية أكثر نشاطًا سياسيًا من أي وقت مضى.
في نفس العام الذي انتُخبت فيه أمينًا عامًا، انتقلت العائلة إلى كيركبي لونسديل، حيث عمل والدها كاهنًا في كنيسة سانت ماري. في كيركبي لونسديل، عملت ديفيس مع ليليان هاريس، التي أصبحت أمين الجمعية في عام 1893 ومساعد الأمين في عام 1901. ذكرت أوليف بانكس في كتاب السير الذاتية للنساء النسويات البريطانيات في عام 1985: «أصبح من الواضح أن مارغريت أكثر من مجرد زميلة، إذ أصبحت ليليان صديقتها مدى الحياة ورفيقتها». في عام 1908، تقاعد والدها، وانتقلت ديفيس وهاريس إلى هامبستيد، حيث أقام والدها معهما حتى وفاته في عام 1916.
أثناء ولاية ديفيس أمينًا عامًا، ركزت على تحقيق الهدف الرابع الذي أعلنت جمعية نساء التعاون عنه، والذي ينص على «تحسين أوضاع النساء في جميع أنحاء البلاد». شجعت على تعزيز الجمعية للإصلاحات الاجتماعية، بما في ذلك حقوق النساء في التصويت، في حين عملت على تقليل أنشطة مثل دروس الخياطة التي تقيمها المنظمة. اعتبارًا من عام 1893، بدأت الفروع في مناقشة حقوق النساء في التصويت وجمع التوقيعات لدعمها.
في عام 1909، قدمت ديفيس شهادة أمام لجنة ملكية حول إصلاح قوانين الطلاق، وبدأت الجمعية في الدعوة إلى المساواة في الطلاق. في ذلك الوقت، لم يكن الزنا في إطار الخيانة الزوجية سببًا للطلاق إلا إذا ارتكبته الزوجة وليس زوجها. في عام 1912، اعتمدت الجمعية سياسة، بدعم من مؤتمرها السنوي، تسمح للزوجين المتزوجين بالطلاق بعد فترة انفصال تبلغ سنتين. عارض بعض أعضاء حركة التعاون ذلك، بما في ذلك أعضاء الكنيسة الكاثوليكية الرومانية، وأدى ذلك إلى توقف المنحة السنوية من المجلس المركزي والتي تبلغ 400 جنيه إسترليني للاتحاد التعاوني. تمسكت ديفيس بالسياسة وجرى الاتفاق عليها في المؤتمر، وجرى تمويل أعمال الجمعية من الفروع حتى استعادة المنحة بعد أربع سنوات. كانت ديفيس ناشطة سلام ملتزمة، واتخذت الجمعية موقفًا سلميًا كذلك. خلال الحرب العالمية الأولى، انتُخبت ديفيس عضوًا في المجلس العام لاتحاد المراقبة الديمقراطية.
في عام 1915، جمعت ديفيس كتاب «الأمومة: رسائل من نساء العمل»، وهو كتاب مبني على رسائل من أعضاء الجمعية عن تجاربهم في فترة الحمل والولادة وتربية الأطفال. عملت كذلك محررًا لكتاب «الحياة كما عرفناها» (1931)، وهو مجموعة من تأملات أعضاء الجمعية، وشمل ذلك مقدمة من صديقتها فيرجينيا وولف.
وصفت جين جافين وديفيد تومز، مؤلفا كتاب «الاهتمام والمشاركة: تاريخ الجمعية التعاونية لنساء الشرفاء (1993)» انتخاب ديفيس أمينًا عامًا، بأنه نقطة تحول في تاريخ المنظمة. انطلقت ولايتها في عصر من النمو والنجاح الذي لم تشهد الجمعية مثيلًا له. كانت ديفيس شخصية بارزة في الجمعية، وكان اعتزالها خسارة كبيرة، فبدأت كاثرين ويب في كتابة تاريخ الجمعية بعنوان «المرأة ذات السلة». لاحقًا خلال ذلك الوقت، تقاعدت ليليان هاريس كذلك. لم تتلق ديفيس أو هاريس أجرًا مقابل عملهما في الجمعية، ما ساعد المنظمة على البقاء مستقرة ماليًا حتى خلال الفترة التي توقف فيها التمويل من المجلس المركزي. خلفتها هونورا إنفيلد، التي كانت سكرتير ديفيس الشخصية منذ عام 1917، أمينًا عامًا.

## أعوامها الأخيرة وإرثها
في عام 1944، وصف المؤرخ كول ديفيس بأنها «من ناحية الصفات الشخصية والمثالية التي تخلو من المصلحة... كانت المرأة الأكثر انخراطًا في حركة التعاون البريطانية» واعتبر تعيينها أمينًا عامًا مكررًا ما صرح به سابقًا «خطوة قوية وتقدمية». كتبت ميفيس كورتيس أن ديفيس «وضعت أجندة الجمعية لمدة 32 عامًا حتى اعتزالها في عام 1921» وأن «شخصيتها القوية ومعتقداتها الراسخة بقيت قوة توجيهية في الجمعية لسنوات عديدة». اعتبرت بانكس أنه «على الرغم من أن ديفيس كانت ذات تأثير عميق على الجمعية، لم تكن دكتاتورية بالمقابل. تمثلت موهبتها الخاصة بالعثور على نساء من الطبقة العاملة ليتحدثن أو يكتبن عن تجاربهن الخاصة». أشار مؤلفو مقال ديفيس في كتاب سير العمل (1972)، إلى أن ديفيس «كانت مسؤولة إلى حد كبير عن تطوير جمعية النساء لتكون مجموعة ضغط لها تأثير كبير في مجال حقوق النساء».:135
من ناحية أخرى، اعتبرت المؤرخة باربارا بلاساك في كتابها «مقدمات الحركة: القيادة النسائية وسياسة النوع الاجتماعي داخل حركة التعاون الإنجليزية» (2000)، أن المصادر السابقة فشلت في فحص أداء ديفيس لدور الأمين العام على نحو نقدي. قارنت بين ديفيس وبين المبشر الاستعماري، مشيرة إلى أن ديفيس فرضت معتقداتها الخاصة، المتأثرة بطبقتها وخلفيتها باعتبارها امرأة غير متزوجة دون أطفال، على نساء الطبقة العاملة، وتجاهلت أي شخص في الجمعية كان يختلف معها في الرأي. نسبت بلاساك موقف ديفيس داخل الجمعية إلى مهارتها في الإدارة ومتابعة أفكار الآخرين بدلًا من أن امتلاك صفات القيادة الحقيقية.